# Кремнистый сланец

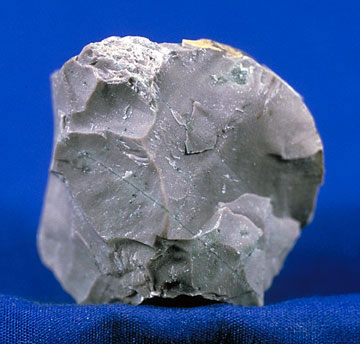
Кремнистый сланец

Кремнистый сланец (роговой камень) — осадочная горная порода с чётко выраженной слоистостью. Образуется криптокристаллическим или микрозернистым кварцем либо халцедоном с примесью глинистого материала.
Кремнистый сланец — плотная (плотность 2,6), твёрдая и хрупкая тонкоплитчатая порода с раковистым («занозистым», по определению Энциклопедии Брокгауза и Ефрона) изломом. В структуре могут встречаться спикулы губок и радиолярий, а также детрит растительного происхождения. 

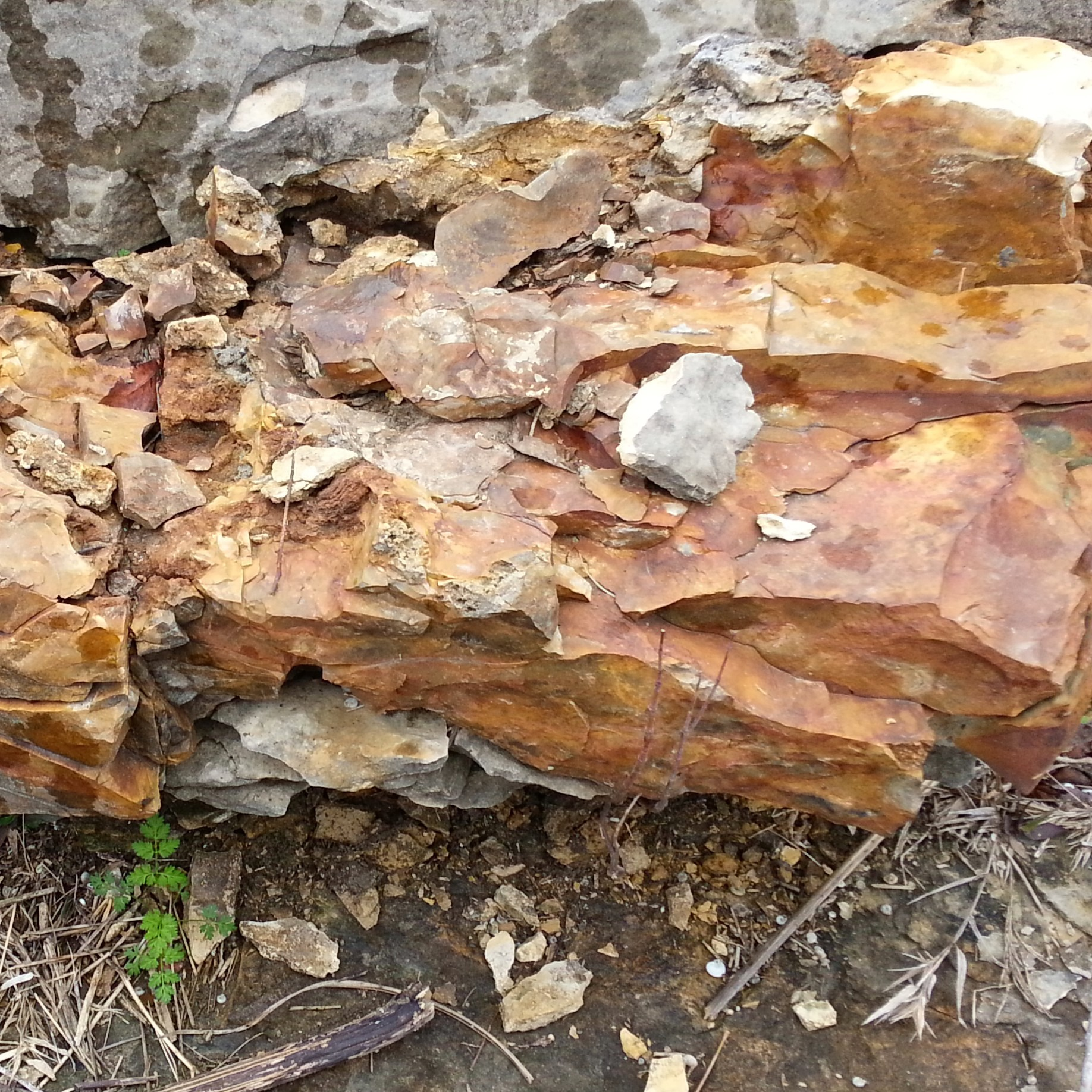
Красный кремнистый сланец

Цвет кремнистых сланцев обыкновенно красновато-коричневый, но примеси битумов могут окрашивать его в серый либо чёрный цвет. Чёрная разновидность кремнистого сланца называется лидитом; хотя современные источники понимают под лидитом отдельную породу, которая, наряду с кремнистым сланцем, входит в так называемую группу яшмовидных пород, иногда название «лидит» распространяют на все кремнистые сланцы в целом. В седиментологии тёмно-серая и чёрная разновидность в общем случае кремнистых пород называется флинт, в то время как в минералогии термин флинт (англ. flint) обозначал кремень в виде массивного халцедона серых оттенков.
Кремнистые сланцы — древние палеозойские осадочные породы, образовавшиеся в результате диагенетической раскристаллизации вещества радиолярий и диатомовых водорослей. Образующие эти породы кристаллы как правило малы настолько, что неразличимы в оптический микроскоп; ранее этот факт служил основой для ошибочного представления о существовании аморфных кремнистых сланцев наряду с кристаллическими, которое было опровергнуто в результате рентгеноструктурного анализа. Формирование кремнистых сланцев, как пишет нидерландский геолог и биолог Мартин Руттен — процесс, продолжающийся и в настоящее время в океанических впадинах на глубинах свыше 4 км. На дне впадин образуются кремнистые илы, состоящие из кремнезёмных раковин умерших планктонных организмов (в основном радиолярий и диатомей) и служащие основой для кремнистых сланцев. Однако подобный способ образования этих пород характерен лишь для фанерозоя, тогда как механизм образования кремнистых сланцев в раннем и среднем докембрии, когда известные в настоящее время организмы с кремнезёмным скелетом ещё не сформировались, неизвестен. Между тем, именно в это время образовались мощные залежи этой породы в полосчатых железнорудных формациях; вероятно, процесс образования кремнистых сланцев на этом этапе был неорганическим и прекратился или резко ослабел при повышении концентрации атмосферного кислорода.
Кремнистые сланцы широко распространены и часто служили сырьём для изготовления орудий в культурах каменного века. В современности кремнистый сланец используется для изготовления абразивных материалов и как поделочный камень, в то время как лидит используется в качестве пробирного камня для определения цвета черты, оставляемой минералом.